# Palais à Facettes
Le palais à Facettes (en russe : Грановитая Палата) est un petit palais situé dans l'enceinte du kremlin de Moscou, sur la place des cathédrales (adossé au grand palais du Kremlin, entre la cathédrale de l'Annonciation et le palais des Térems).

## Architecture
Il a été édifié entre 1487 et 1491 par les architectes italiens Marco Ruffo (dit aussi Friazine) et Pietro Antonio Solari pour le compte d'Ivan III. Il doit son nom à la taille « en facette » de la pierre blanche qui recouvre sa façade. C'est un des monuments-clé de l'architecture russe. On trouve un palais à Facette précédent en Russie à Novgorod sous le nom de palais à Facettes datant de 1433.
Au XIXe siècle, le palais à facettes fut intégré au grand palais du Kremlin, tout comme le palais des Térems. Il représente tout ce qui subsiste d'un plus vaste palais royal construit par ordre du tsar Ivan III à partir de 1465 dont les travaux devaient durer six ans. La façade principale côté Ouest ouvre sur la place des Cathédrales. Elle est revêtue de pierre taillée en pointe-de-diamant sur quatre faces à la manière italienne pour les bossages des palais. Ce qui donne son nom au bâtiment. Celui-ci est recouvert d'un entablement imposant qui correspond aux normes classiques du Quattrocento.
À l'origine les fenêtres étaient géminées et typiquement gothiques comme pour le palais à Facettes de Novgorod. Mais après l'incendie de 1682, elles ont été remplacées par des fenêtres de forme rectangulaire, décorées de colonnettes, surmontées d'un entablement de style baroque.

## Intérieur
Son premier étage comprend la salle principale et le Vestibule Sacré qui la jouxte. Les deux salles sont richement décorées à fresque, de sculptures dorées et de reliefs en stuc représentant des dauphins stylisés et des vases d'inspiration vénitienne. La grande salle, couverte d'un plafond magnifique, mesure environ 500 m2 sur une hauteur de 9 m. C'était la salle du Trône et une salle de banquets à l'usage des tsars. Elle est utilisée de nos jours pour des réceptions officielles.

## Escalier Rouge

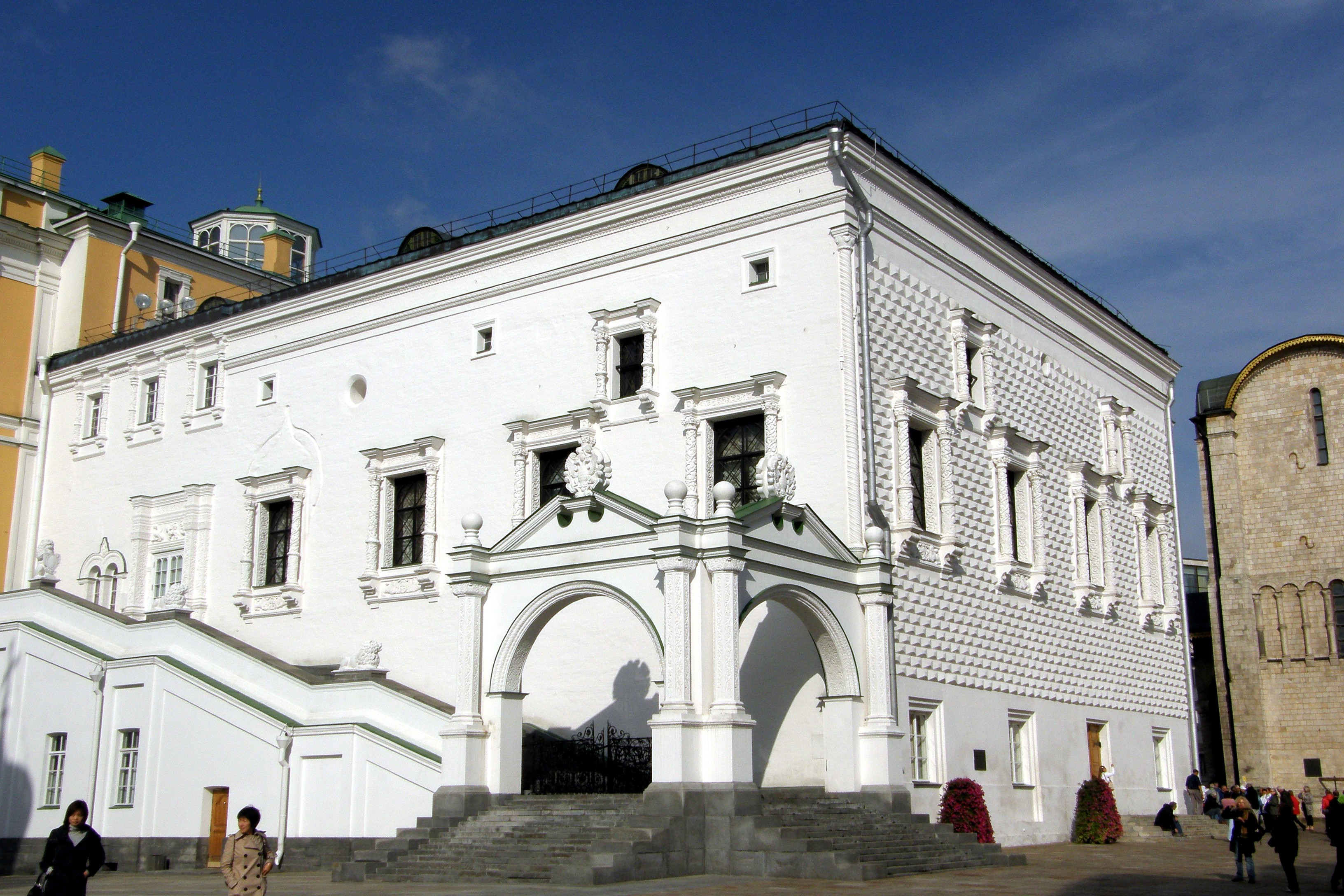
L'escalier rouge

Sur la façade méridionale du palais se trouve le "perron rouge" (ou escalier rouge, le mot russe pour "rouge" signifiant également "beau"). Les tsars descendaient par cet escalier pour se rendre à la cathédrale de la Dormition de Moscou aux cérémonies de couronnement. La dernière de ces processions eut lieu en 1896 pour le couronnement de Nicolas II. Lors de la révolte de Moscou de 1682, plusieurs des membres de la famille de Pierre le Grand furent précipités au bas de l'escalier sur les lances des streltsy.
Détruit sous Staline pendant les années 1930, l'escalier a été reconstruit en 1994 à l'identique et à grands frais.